# Franz Heidelmann
Franz Heidelmann (Lebensdaten unbekannt) war Malermeister in Weimar.

## Leben
Heidelmann war in Weimar Hofdekorationsmaler und der erste Werkstattmeister vom 1. Oktober 1919 bis September 1920 der Werkstatt für Wandmalerei am Bauhaus in Weimar. in Weimar. Sein Nachfolger wurde Carl Schlemmer (1921–1922). Er erhielt vom Bauhaus das übliche jährliche Werkmeistergehalt von 4000 Mark, unterhielt aber unabhängig davon in Weimar weiterhin seine eigene Handwerksfirma. Am Bauhaus hielt er 1919/20 täglich Vorträge über die Theorie der Dekorationsmalerei, wie die Meisterratsprotokolle des Bauhauses ausweisen, die von Volker Wahl herausgegeben wurden. Er referierte über Maltechniken, Farbstoffe, Pigmente, Bindemittel etc. Heidelmann wurde nicht als ordentliche Lehrkraft berufen, sondern ist unter die außerordentliche Lehrkräfte zu zählen. Sein Dienstvertrag mit dem Bauhaus ist überliefert. Von 1926 bis 1928 ist er am Bauhaus in Dessau tätig gewesen.